# Supercoppa dei Paesi Bassi 2011
La Supercoppa dei Paesi Bassi 2011 (ufficialmente Johan Cruijff Schaal XVI) è stata la ventiduesima edizione della Johan Cruijff Schaal.
Si è svolta il 30 luglio 2011 all'Amsterdam ArenA tra l'Ajax, vincitore della Eredivisie 2010-2011, e il Twente, vincitore della Coppa dei Paesi Bassi 2010-2011.
La vittoria è andata al Twente che ha sconfitto per 2-1 l'Ajax con reti di Marc Janko e di Bryan Ruiz, rendendo inutile la rete di Toby Alderweireld.

## Partecipanti
| Squadre | Qualificazione                                  | Partecipazioni precedenti (il grassetto indica la vittoria)                 |
| ------- | ----------------------------------------------- | --------------------------------------------------------------------------- |
| Ajax    | Vincitore della Eredivisie 2010-2011            | 12 (1993, 1994, 1995, 1996, 1998, 1999, 2002, 2004, 2005, 2006, 2007, 2010) |
| Twente  | Vincitore della Coppa dei Paesi Bassi 2010-2011 | 2 (2001, 2010)                                                              |

## Tabellino
| Arbitro: | van Boekel |

|                           |           |                  |
| Janko 21’ (rig.) Ruiz 68’ | Marcatori | 54’ Alderweireld |

| Twente | Ajax |

### Formazioni
| Twente:         |    |                     |          |     |
|                 |    |                     |          |     |
| P               | 13 | Nikolaj Mihajlov    |          |     |
| D               | 2  | Tim Cornelisse      | 71’      |     |
| D               | 19 | Douglas             | 75’      |     |
| D               | 4  | Peter Wisgerhof (c) |          |     |
| D               | 20 | Dwight Tiendalli    |          |     |
| C               | 6  | Wout Brama          |          |     |
| C               | 14 | Willem Janssen      |          |     |
| C               | 12 | Steven Berghuis     | 40’, 48’ |     |
| A               | 9  | Luuk de Jong        |          |     |
| A               | 21 | Marc Janko          |          | 52’ |
| A               | 24 | Ola John            |          | 46’ |
| A disposizione: |    |                     |          |     |
| P               | 1  | Sander Boschker     |          |     |
| D               | 5  | Rasmus Bengtsson    |          |     |
| D               | 23 | Bart Buysse         |          |     |
| C               | 17 | Andrej Rendla       |          |     |
| C               | 18 | Thilo Leugers       |          | 52’ |
| A               | 10 | Bryan Ruiz          |          | 46’ |
| A               | 42 | Theo Vogelsang      |          |     |
| Allenatore:     |    |                     |          |     |
| Co Adriaanse    |    |                     |          |     |

| Ajax:           |    |                      |     |     |
|                 |    |                      |     |     |
| P               | 12 | Kenneth Vermeer      |     |     |
| D               | 2  | Gregory van der Wiel |     | 76’ |
| D               | 3  | Toby Alderweireld    |     |     |
| D               | 17 | Daley Blind          |     |     |
| D               | 15 | Nicolai Boilesen     |     | 62’ |
| C               | 10 | Siem de Jong         |     |     |
| C               | 16 | Theo Janssen         | 20’ |     |
| C               | 8  | Christian Eriksen    |     |     |
| A               | 7  | Miralem Sulejmani    |     |     |
| A               | 9  | Kolbeinn Sigþórsson  |     | 66’ |
| A               | 11 | Lorenzo Ebecilio     | 90’ |     |
| A disposizione: |    |                      |     |     |
| P               | 30 | Jeroen Verhoeven     |     |     |
| D               | 13 | André Ooijer         |     | 62’ |
| C               | 5  | Vurnon Anita         |     | 76’ |
| C               | 6  | Eyong Enoh           |     |     |
| C               | 25 | Thulani Serero       |     |     |
| C               | 31 | Rodney Sneijder      |     |     |
| A               | 21 | Derk Boerrigter      |     | 66’ |
| Allenatore:     |    |                      |     |     |
| Frank de Boer   |    |                      |     |     |